# Шабля Почесної варти Збройних сил України
Шабля Почесної варти Збройних сил України — холодна зброя, штатна зброя почесної варти для офіційних церемонійних заходів за її участі. Використовується від 2018 року.

## Історія
У 2018 році Почесна варта Збройних сил України змінила радянську офіцерську кавалерійську шаблю зразка 1943 року на «козацьку шаблю», яку вперше можна було побачити в Києві на військовому параді з нагоди Дня незалежності України та 100-річчя відродження української державності.
Під час розробки «козацької шаблі» акцент був зроблений на декор. Так виник остаточний варіант — поєднання історично українських мотивів козацьких часів із сучасними військовими елементами Збройних Сил України.
Згідно з історією, саме на XVI ст. припадає популярність шаблі у Східній Європі. Тоді ж відбувався потужний розвиток українського козацтва, для якого цей вид холодної зброї став основним.
Однак за період козацтва так і не встановили «свій», оригінальний варіант шаблі. Так, до кінця XVII ст. її форма та оздоблення були довільними. Дослідники вважають характерною ознакою національної приналежності шаблі декор та перероблену конструкцію.
За основу взяли одну з найпоширеніших шабель XVI — XVII ст.

## Конструкція
Ефес — напівзакритого типу. Гарда жовтого металу, Г-подібної форми. На звороті ефеса міститься фігурне кільце для великого пальця — перстень або «палюх», декорований зображенням рельєфного логотипа Збройних Сил України (військовий тризуб). Так само оздоблено голівку ефеса. Руків'я тоноване під чорне дерево. Піхви — металеві, хромовані, з латунною арматурою.

## Додаткова література
- Денис Тоїчкін «Холодна зброя як складова комплексу українського козацького озброєння XVII ст.: особливості та проблеми формування».
- Стаття зі збірника «Спеціальні історичні дисципліни: Питання теорії та методики»: 3бірник наукових праць та спогадів. На пошану академіка НАН України Валерія Андрійовича Смолія. — Число 5: Історіографічні дослідження в Україні. — Ч. 1: Джерелознавство та спеціальні історичні дисципліни / Відп. ред.: М. Ф. Дмитрієнко, Ю. А. Пінчук. НАН України. Інститут історії України. — К.: Інститут історії України, 2000 р.
- Денис Тоїчкін «Українська козацька шабля XVII—XVIII ст.: морфологічні типи й осередки виробництва», «Військово-історичний альманах», 2006 р., ч. 2 (13)
- Денис Тоїчкін. «Козацька шабля XVII—XVIII ст.: історико-зброєзнавче дослідження». Монографія. — К.: Стилос, 2007 р.
- Тоїчкін Д. В. Клинкова зброя козацької старшини XVI — першої половини ХІХ ст.: проблеми атрибуції та класифікації / Денис Тоїчкін; Інститут історії України НАН України. — К.: Ін-т історії України НАНУ, 2013 р.
- Денис Тоїчкін. "Шаблі з L-подібною гардою в колекції Національного історико-меморіального заповідника «Поле Берестецької битви» // "Національний пантеон — «Козацькі могили».
- Матеріали науково-практичної конференції, присвяченої 50-річчю Національного історико-меморіального заповідника «Поле Берестецької битви» та 366-річчю Берестецької битви. — с. Пляшева, 2017 р.